# Mistrzostwa Świata w Hokeju na Lodzie 2017 (I Dywizja)
Mistrzostwa Świata w Hokeju na Lodzie I Dywizji 2017 rozegrane w dniach 22–28 kwietnia (Grupa A) i 23–29 kwietnia (Grupa B).
Do mistrzostw I Dywizji przystąpiło 12 zespołów, które zostały podzielone na dwie grupy po 6 zespołów. Zgodnie z formatem zawody I Dywizji odbyły się w dwóch grupach: Grupa A na Ukrainie (Kijów), zaś grupa B w Wielkiej Brytanii (Belfast). Reprezentacje rywalizowały systemem każdy z każdym.
Hale, w których zorganizowano zawody:
- Pałac Sportu w Kijowie – Dywizja IA;
- Odyssey w Belfaście – Dywizja IB.

## Grupa A
Do mistrzostw świata elity w 2018 z Grupy A awansowały dwie pierwsze drużyny. Ostatni zespół Grupy A został zdegradowany i rok później zagrał w Grupie B, jego miejsce rok później zajął zwycięzca turnieju w Grupie B. Najsłabsza drużyna Grupy B spadła do Dywizji II.
| 22 kwietnia 2017 | Ukraina | 3:5 | Węgry | Pałac Sportu, Kijów |

| Szczegóły      | Szczegóły                                                        | Szczegóły       | Szczegóły | Szczegóły                                                                    |
| -------------- | ---------------------------------------------------------------- | --------------- | --- | ---------------------------------------------------------------------------- |
| Godzina: 13:30 | S. Kuźmik (EQ) 13:48 N. Bucenko (PP) 27:33 N. Bucenko (EQ) 38:51 | (1:1, 2:1, 0:3) | 14:35 (EQ) I. Bartalis 20:20 (EQ) J. Vas 50:41 (EQ) A. Sarauer 52:53 (EQ) K. Dansereau 59:49 (PP, ENG) J. Hári | Widzów: 4612 Sędzia główny: Jacob Grumsen Sędziowie liniowi: Roystian Hansen |
| Godzina: 13:30 | 12 min. kar                                                      |                 | 12 min. kar | Widzów: 4612 Sędzia główny: Jacob Grumsen Sędziowie liniowi: Roystian Hansen |

| 22 kwietnia 2017 | Korea Południowa | 4:2 | Polska | Pałac Sportu, Kijów |

| Szczegóły      | Szczegóły                                                                  | Szczegóły       | Szczegóły                                 | Szczegóły                                                                  |
| -------------- | -------------------------------------------------------------------------- | --------------- | ----------------------------------------- | -------------------------------------------------------------------------- |
| Godzina: 17:00 | Kim K. (EQ) 07:51 Sin S.-w. (EQ) 27:07 Lee Y. (EQ) 42:07 Kim S. (EQ) 46:02 | (1:0, 1:1, 2:1) | 34:40 (PP) M. Bryk 49:48 (EQ) B. Pociecha | Widzów: 2257 Sędzia główny: Andris Ansons Sędziowie liniowi: Daniel Gamper |
| Godzina: 17:00 | 10 min. kar                                                                |                 | 4 min. kar                                | Widzów: 2257 Sędzia główny: Andris Ansons Sędziowie liniowi: Daniel Gamper |

| 22 kwietnia 2017 | Austria | 2:3 | Kazachstan | Pałac Sportu, Kijów |

| Szczegóły      | Szczegóły                                 | Szczegóły       | Szczegóły                                                       | Szczegóły                                                                   |
| -------------- | ----------------------------------------- | --------------- | --------------------------------------------------------------- | --------------------------------------------------------------------------- |
| Godzina: 20:30 | K. Komarek (EQ) 24:32 T. Raffl (EQ) 37:31 | (0:2, 2:0, 0:1) | 08:26 (PP) N. Dawes 14:56 (EQ) N. Dawes 43:38 (PP) W. Markiełow | Widzów: 2819 Sędzia główny: Vladimír Pešina Sędziowie liniowi: Jeremy Tufts |
| Godzina: 20:30 | 16 min. kar                               |                 | 8 min. kar                                                      | Widzów: 2819 Sędzia główny: Vladimír Pešina Sędziowie liniowi: Jeremy Tufts |

| 23 kwietnia 2017 | Kazachstan | 2:5 | Korea Południowa | Pałac Sportu, Kijów |

| Szczegóły      | Szczegóły                                   | Szczegóły       | Szczegóły                                                                                         | Szczegóły                                                                     |
| -------------- | ------------------------------------------- | --------------- | ------------------------------------------------------------------------------------------------- | ----------------------------------------------------------------------------- |
| Godzina: 17:00 | B. Bochenski (EQ) 08:01 N. Dawes (EQ) 33:25 | (1:1, 1:0, 0:4) | 15:56 (EQ) Ahn J. 45:49 (EQ) A. Plante 47:03 (EQ) Shing S. 49:58 (EQ) A. Plante 51:41 (EQ) Kim K. | Widzów: 2463 Sędzia główny: Jacob Grumsen Sędziowie liniowi: Roy Stian Hansen |
| Godzina: 17:00 | 31 min. kar                                 |                 | 6 min. kar                                                                                        | Widzów: 2463 Sędzia główny: Jacob Grumsen Sędziowie liniowi: Roy Stian Hansen |

| 23 kwietnia 2017 | Polska | 2:1 | Ukraina | Pałac Sportu, Kijów |

| Szczegóły      | Szczegóły                                     | Szczegóły       | Szczegóły           | Szczegóły                                                                         |
| -------------- | --------------------------------------------- | --------------- | ------------------- | --------------------------------------------------------------------------------- |
| Godzina: 20:30 | T. Malasiński (PP) 19:56 D. Kapica (EQ) 46:34 | (1:0, 0:1, 1:0) | 38:30 (EQ) R. Błahy | Widzów: 5291 Sędzia główny: Andreas Harnebring Sędziowie liniowi: Vladimír Pešina |
| Godzina: 20:30 | 10 min. kar                                   |                 | 6 min. kar          | Widzów: 5291 Sędzia główny: Andreas Harnebring Sędziowie liniowi: Vladimír Pešina |

| 24 kwietnia 2017 | Węgry | 1:3 | Austria | Pałac Sportu, Kijów |

| Szczegóły      | Szczegóły               | Szczegóły       | Szczegóły                                                      | Szczegóły                                                                 |
| -------------- | ----------------------- | --------------- | -------------------------------------------------------------- | ------------------------------------------------------------------------- |
| Godzina: 20:30 | K. Dansereau (PP) 06:23 | (1:1, 0:0, 0:2) | 03:51 (SH) T. Raffl 44:33 (PP) F. Hofer 47:21 (PP) D. Heinrich | Widzów: 2861 Sędzia główny: Andris Ansons Sędziowie liniowi: Jeremy Tufts |
| Godzina: 20:30 | 8 min. kar              |                 | 8 min. kar                                                     | Widzów: 2861 Sędzia główny: Andris Ansons Sędziowie liniowi: Jeremy Tufts |

| 25 kwietnia 2017 | Kazachstan | 1:0 pd. | Polska | Pałac Sportu, Kijów |

| Szczegóły      | Szczegóły             | Szczegóły            | Szczegóły  | Szczegóły                                                                          |
| -------------- | --------------------- | -------------------- | ---------- | ---------------------------------------------------------------------------------- |
| Godzina: 13:30 | K. Dallman (EQ) 61:39 | (0:0, 0:0, 0:0, 1:0) |            | Widzów: 1536 Sędzia główny: Roy Stian Hansen Sędziowie liniowi: Andreas Harnebring |
| Godzina: 13:30 | 4 min. kar            |                      | 6 min. kar | Widzów: 1536 Sędzia główny: Roy Stian Hansen Sędziowie liniowi: Andreas Harnebring |

| 25 kwietnia 2017 | Węgry | 1:3 | Korea Południowa | Pałac Sportu, Kijów |

| Szczegóły      | Szczegóły            | Szczegóły       | Szczegóły                                                   | Szczegóły                                                                   |
| -------------- | -------------------- | --------------- | ----------------------------------------------------------- | --------------------------------------------------------------------------- |
| Godzina: 17:00 | D. Kóger (PP2) 23:45 | (0:0, 1:1, 0:2) | 35:43 (EQ) Kim K. 46:31 (EQ) Shin S. 55:13 (EQ) Shing S.-w. | Widzów: 2713 Sędzia główny: Vladimír Pešina Sędziowie liniowi: Jeremy Tufts |
| Godzina: 17:00 | 12 min. kar          |                 | 10 min. kar                                                 | Widzów: 2713 Sędzia główny: Vladimír Pešina Sędziowie liniowi: Jeremy Tufts |

| 25 kwietnia 2017 | Ukraina | 0:1 | Austria | Pałac Sportu, Kijów |

| Szczegóły      | Szczegóły   | Szczegóły       | Szczegóły           | Szczegóły                                                                  |
| -------------- | ----------- | --------------- | ------------------- | -------------------------------------------------------------------------- |
| Godzina: 20:30 |             | (0:0, 0:1, 0:0) | 35:57 (PP) D. Woger | Widzów: 5005 Sędzia główny: Daniel Gamper Sędziowie liniowi: Jacob Grumsen |
| Godzina: 20:30 | 18 min. kar |                 | 12 min. kar         | Widzów: 5005 Sędzia główny: Daniel Gamper Sędziowie liniowi: Jacob Grumsen |

| 26 kwietnia 2017 | Kazachstan | 4:2 | Ukraina | Pałac Sportu, Kijów |

| Szczegóły      | Szczegóły                                                                                 | Szczegóły       | Szczegóły                                   | Szczegóły                                                                  |
| -------------- | ----------------------------------------------------------------------------------------- | --------------- | ------------------------------------------- | -------------------------------------------------------------------------- |
| Godzina: 20:30 | N. Dawes (EQ) 03:21 St. Pierre (PP) 19:59 N. Michajlis (EQ) 41:59 B. Bochenski (PP) 57:04 | (2:0, 0:2, 2:0) | 34:25 (EQ) D. Nimenko 35:16 (EQ) S. Babyneć | Widzów: 4806 Sędzia główny: Andris Ansons Sędziowie liniowi: Daniel Gamper |
| Godzina: 20:30 | 8 min. kar                                                                                |                 | 10 min. kar                                 | Widzów: 4806 Sędzia główny: Andris Ansons Sędziowie liniowi: Daniel Gamper |

| 27 kwietnia 2017 | Polska | 2:0 | Węgry | Pałac Sportu, Kijów |

| Szczegóły      | Szczegóły                                     | Szczegóły       | Szczegóły   | Szczegóły                                                                 |
| -------------- | --------------------------------------------- | --------------- | ----------- | ------------------------------------------------------------------------- |
| Godzina: 17:00 | K. Zapała (EQ) 25:01 T. Malasiński (SH) 25:50 | (0:0, 2:0, 0:0) |             | Widzów: 2874 Sędzia główny: Daniel Gamper Sędziowie liniowi: Jeremy Tufts |
| Godzina: 17:00 | 14 min. kar                                   |                 | 16 min. kar | Widzów: 2874 Sędzia główny: Daniel Gamper Sędziowie liniowi: Jeremy Tufts |

| 27 kwietnia 2017 | Austria | 5:0 | Korea Południowa | Pałac Sportu, Kijów |

| Szczegóły      | Szczegóły                                                                                                   | Szczegóły       | Szczegóły  | Szczegóły                                                                         |
| -------------- | --- | --------------- | ---------- | --------------------------------------------------------------------------------- |
| Godzina: 20:30 | L. Haudum (EQ) 12:09 B. Lebler (EQ) 12:57 D. Heinrich (EQ) 16:26 K. Komarek (EQ) 24:36 S. Strong (EQ) 49:09 | (3:0, 1:0, 1:0) |            | Widzów: 3511 Sędzia główny: Andreas Harnebring Sędziowie liniowi: Vladimír Pešina |
| Godzina: 20:30 | 4 min. kar                                                                                                  |                 | 6 min. kar | Widzów: 3511 Sędzia główny: Andreas Harnebring Sędziowie liniowi: Vladimír Pešina |

| 28 kwietnia 2017 | Węgry | 1:3 | Kazachstan | Pałac Sportu, Kijów |

| Szczegóły      | Szczegóły            | Szczegóły       | Szczegóły                                                         | Szczegóły                                                                         |
| -------------- | -------------------- | --------------- | ----------------------------------------------------------------- | --------------------------------------------------------------------------------- |
| Godzina: 13:30 | K. Sagert (PP) 17:34 | (1:2, 0:0, 0:1) | 02:48 (EQ) K. Dallman 10:25 (EQ) N. Michajlis 59:47 (EN) N. Dawes | Widzów: 2323 Sędzia główny: Andreas Harnebring Sędziowie liniowi: Vladimír Pešina |
| Godzina: 13:30 | 8 min. kar           |                 | 10 min. kar                                                       | Widzów: 2323 Sędzia główny: Andreas Harnebring Sędziowie liniowi: Vladimír Pešina |

| 28 kwietnia 2017 | Polska | 0:11 | Austria | Pałac Sportu, Kijów |

| Szczegóły      | Szczegóły  | Szczegóły       | Szczegóły | Szczegóły                                                                    |
| -------------- | ---------- | --------------- | --- | ---------------------------------------------------------------------------- |
| Godzina: 17:00 |            | (0:3, 0:4, 0:4) | 01:44 (EQ) M. Ulmer 07:01 (EQ) B. Lebler 10:02 (EQ) F. Hofer 28:36 (PP) T. Raffl 29:07 (EQ) L. Haudum 35:39 (EQ) K. Komarek 39:51 (EQ) K. Komarek 46:52 (EQ) S. Strong 48:27 (EQ) L. Haudum 50:31 (EQ) B. Lebler 55:20 (EQ) B. Lebler | Widzów: 3453 Sędzia główny: Roy Stian Hansen Sędziowie liniowi: Jeremy Tufts |
| Godzina: 17:00 | 4 min. kar |                 | 8 min. kar | Widzów: 3453 Sędzia główny: Roy Stian Hansen Sędziowie liniowi: Jeremy Tufts |

| 28 kwietnia 2017 | Korea Południowa | 2:1 pk. | Ukraina | Pałac Sportu, Kijów |

| Szczegóły      | Szczegóły                            | Szczegóły                 | Szczegóły             | Szczegóły                                                                   |
| -------------- | ------------------------------------ | ------------------------- | --------------------- | --------------------------------------------------------------------------- |
| Godzina: 20:30 | Ahn J. (EQ) 24:59 Shin S. (PS) 65:00 | (0:0, 1:1, 0:0, 0:0, 1:0) | 33:24 (EQ) S. Babyneć | Widzów: 5 327 Sędzia główny: Andris Ansons Sędziowie liniowi: Jacob Grumsen |
| Godzina: 20:30 | 6 min. kar                           |                           | 6 min. kar            | Widzów: 5 327 Sędzia główny: Andris Ansons Sędziowie liniowi: Jacob Grumsen |

Tabela
| Lp. | Zespół           | M | Pkt | Z | Zd | Pd | P | G+ | G- | +/− |
| --- | ---------------- | - | --- | - | -- | -- | - | -- | -- | --- |
| 1.  | Austria          | 5 | 12  | 4 | 0  | 0  | 1 | 22 | 4  | +18 |
| 2   | Korea Południowa | 5 | 11  | 3 | 1  | 0  | 1 | 14 | 11 | +3  |
| 3   | Kazachstan       | 5 | 11  | 3 | 1  | 0  | 1 | 13 | 10 | +3  |
| 4   | Polska           | 5 | 7   | 2 | 0  | 1  | 2 | 6  | 17 | -11 |
| 5   | Węgry            | 5 | 3   | 1 | 0  | 0  | 4 | 8  | 14 | -6  |
| 6   | Ukraina          | 5 | 1   | 0 | 0  | 1  | 4 | 7  | 14 | -7  |

    = awans do elity     = utrzymanie w I dywizji grupy A     = spadek do I dywizji grupy B
Statystyki indywidualne
- Klasyfikacja strzelców:  Nigel Dawes: 5 goli[1]
- Klasyfikacja asystentów:  Martin Schumnig: 6 asyst[2]
- Klasyfikacja kanadyjska:  Nigel Dawes: 9 punktów[3]
- Klasyfikacja kanadyjska obrońców:  Martin Schumnig: 6 punktów[4]
- Klasyfikacja +/−:  Dominique Heinrich: +12[5]
- Klasyfikacja skuteczności interwencji bramkarzy:  Bernhard Starkbaum: 97,08%[6]
- Klasyfikacja średniej goli straconych na mecz bramkarzy:  Bernhard Starkbaum: 0,80
- Klasyfikacja liczby meczów bez straty gola bramkarzy:  Bernhard Starkbaum: 3
- Klasyfikacja minut kar:  Aleksandr Lipin: 29 minut[7]

Nagrody indywidualne
Dyrektoriat turnieju wybrał trójkę najlepszych zawodników, po jednym na każdej pozycji:
- Bramkarz:  Bernhard Starkbaum
- Obrońca:  Dominique Heinrich
- Napastnik:  Nigel Dawes

Dziennikarze wybrali szóstkę zawodników składu gwiazd turnieju:
- Bramkarz:  Bernhard Starkbaum
- Obrońcy:  Dominique Heinrich /  Alex Plante
- Napastnicy:  Nigel Dawes /  Thomas Raffl /  Konstantin Komarek
- Najbardziej Wartościowy Zawodnik (MVP):  Thomas Raffl

Szkoleniowcy reprezentacji wybrali najlepszych zawodników swoich zespołów:
 Thomas Raffl,  Witalij Kolesnik,  Kim Kisung,  Przemysław Odrobny,  Nikita Bucenko,  Istvan Bartalis

## Grupa B
| 23 kwietnia 2017 | Holandia | 1:6 | Japonia | Odyssey, Belfast |

| Szczegóły      | Szczegóły           | Szczegóły       | Szczegóły | Szczegóły                              |
| -------------- | ------------------- | --------------- | --- | -------------------------------------- |
| Godzina: 12:30 | S. Mason (PP) 37:02 | (0:2, 1:2, 0:2) | 05:21 (EQ) H. Sato 13:59 (EQ) K. Takagi 24:15 (EQ) M. Furuhashi 32:31 (EQ) D. Obara 41:39 (EQ) D. Obara 57:20 (EQ) H. Ueno | Widzów: 943 Sędzia główny: Milan Zrnic |
| Godzina: 12:30 | 4 min. kar          |                 | 12 min. kar | Widzów: 943 Sędzia główny: Milan Zrnic |

| 23 kwietnia 2017 | Chorwacja | 2:4 | Wielka Brytania | Odyssey, Belfast |

| Szczegóły      | Szczegóły                                | Szczegóły       | Szczegóły                                                                     | Szczegóły                                   |
| -------------- | ---------------------------------------- | --------------- | ----------------------------------------------------------------------------- | ------------------------------------------- |
| Godzina: 16:00 | M. Blagus (PP) 28:17 D. Brine (PP) 54:25 | (0:1, 1:0, 1:3) | 15:30 (PP) R. Dowd 43:46 (EQ) D. Clarke 46:45 (EQ) Mosey 58:56 (EQ) R. Cowley | Widzów: 1830 Sędzia główny: Gergely Kincses |
| Godzina: 16:00 | 10 min. kar                              |                 | 16 min. kar                                                                   | Widzów: 1830 Sędzia główny: Gergely Kincses |

| 23 kwietnia 2017 | Estonia | 0:3 | Litwa | Odyssey, Belfast |

| Szczegóły      | Szczegóły   | Szczegóły       | Szczegóły                                                           | Szczegóły                                    |
| -------------- | ----------- | --------------- | ------------------------------------------------------------------- | -------------------------------------------- |
| Godzina: 19:30 |             | (0:1, 0:2, 0:0) | 14:28 (EQ) P. Rulevičius 30:18 (EQ) A. Bendžius 37:56 (EQ) U. Čižas | Widzów: 914 Sędzia główny: Kristijan Nikolic |
| Godzina: 19:30 | 16 min. kar |                 | 12 min. kar                                                         | Widzów: 914 Sędzia główny: Kristijan Nikolic |

| 24 kwietnia 2017 | Japonia | 4:2 | Chorwacja | Odyssey, Belfast |

| Szczegóły      | Szczegóły                                                                          | Szczegóły       | Szczegóły                                   | Szczegóły                                   |
| -------------- | ---------------------------------------------------------------------------------- | --------------- | ------------------------------------------- | ------------------------------------------- |
| Godzina: 12:30 | K. Koizumi (EQ) 08:40 S. Sato (PP) 16:40 G. Tanaka (PP) 26:41 Y. Hirano (EQ) 46:57 | (2:0, 1:0, 1:2) | 45:36 (PP) A. Sertich 58:39 (PP) A. Sertich | Widzów: 351 Sędzia główny: Geoffrey Barcelo |
| Godzina: 12:30 | 16 min. kar                                                                        |                 | 24 min. kar                                 | Widzów: 351 Sędzia główny: Geoffrey Barcelo |

| 24 kwietnia 2017 | Litwa | 8:0 | Holandia | Odyssey, Belfast |

| Szczegóły      | Szczegóły | Szczegóły       | Szczegóły   | Szczegóły                                  |
| -------------- | --- | --------------- | ----------- | ------------------------------------------ |
| Godzina: 16:00 | D. Čypas (EQ) 03:27 P. Rulevičius (EQ) 14:27 U. Čižas (EQ) 30:45 E. Krakauskas (EQ) 34:48 E. Rybakov (EQ) 35:26 D. Pliskauskas (EQ) 36:08 A. Bendžius (EQ) 42:35 P. Gintautas (EQ) 53:52 | (2:0, 4:0, 2:0) |             | Widzów: 519 Sędzia główny: Gergely Kincses |
| Godzina: 16:00 | 2 min. kar |                 | 10 min. kar | Widzów: 519 Sędzia główny: Gergely Kincses |

| 24 kwietnia 2017 | Wielka Brytania | 5:1 | Estonia | Odyssey, Belfast |

| Szczegóły      | Szczegóły                                                                                                   | Szczegóły       | Szczegóły              | Szczegóły                                     |
| -------------- | --- | --------------- | ---------------------- | --------------------------------------------- |
| Godzina: 19:30 | M. Garside (EQ) 04:38 D. Phillips (EQ) 19:19 L. Stewart (EQ) 41:16 D. Clarke (EQ) 44:02 E. Mosey (EQ) 44:28 | (2:0, 0:1, 3:0) | 29:20 (PP) R. Andrejev | Widzów: 1437 Sędzia główny: Kristijan Nikolic |
| Godzina: 19:30 | 10 min. kar                                                                                                 |                 | 6 min. kar             | Widzów: 1437 Sędzia główny: Kristijan Nikolic |

| 26 kwietnia 2017 | Japonia | 6:2 | Estonia | Odyssey, Belfast |

| Szczegóły      | Szczegóły | Szczegóły       | Szczegóły                                     | Szczegóły                                    |
| -------------- | --- | --------------- | --------------------------------------------- | -------------------------------------------- |
| Godzina: 12:30 | D. Obara (PP) 19:06 K. Minoshima (EQ) 20:43 D. Obara (PP) 31:48 S. Nakajima (EQ) 33:29 H. Ueno (EQ) 42:49 G. Tanaka (EQ) 44:13 | (1:0, 3:1, 2:1) | 34:26 (EQ) R. Embrich 41:55 (EQ) V. Vasjonkin | Widzów: 575 Sędzia główny: Kristijan Nikolic |
| Godzina: 12:30 | 31 min. kar |                 | 35 min. kar                                   | Widzów: 575 Sędzia główny: Kristijan Nikolic |

| 26 kwietnia 2017 | Holandia | 2:6 | Chorwacja | Odyssey, Belfast |

| Szczegóły      | Szczegóły                                                 | Szczegóły       | Szczegóły | Szczegóły                              |
| -------------- | --------------------------------------------------------- | --------------- | --- | -------------------------------------- |
| Godzina: 16:00 | R. Van der Schuit (EQ) 37:25 R. Van der Schuit (PP) 55:25 | (0:4, 1:1, 1:1) | 01:59 (EQ) I. Janković 13:29 (PP) B. Rendulić 13:41 (EQ) M. Miličić 13:50 (EQ) L. Jarčov 21:35 (EQ) M. Blagus 58:33 (SH) B. Rendulić | Widzów: 703 Sędzia główny: Milan Zrnic |
| Godzina: 16:00 | 16 min. kar                                               |                 | 8 min. kar | Widzów: 703 Sędzia główny: Milan Zrnic |

| 26 kwietnia 2017 | Wielka Brytania | 5:2 | Litwa | Odyssey, Belfast |

| Szczegóły      | Szczegóły | Szczegóły       | Szczegóły                               | Szczegóły                                    |
| -------------- | --- | --------------- | --------------------------------------- | -------------------------------------------- |
| Godzina: 19:30 | C. Shields (PP) 01:41 J. Phillips (EQ) 07:26 E. Mosey (EQ) 12:55 R. Farmer (PP) 16:15 B. O’Connor (EQ) 47:47 | (4:1, 0:0, 1:1) | 02:12 (PP) A. Bosas 40:33 (EQ) U. Čižas | Widzów: 1787 Sędzia główny: Geoffrey Barcelo |
| Godzina: 19:30 | 14 min. kar                                                                                                  |                 | 8 min. kar                              | Widzów: 1787 Sędzia główny: Geoffrey Barcelo |

| 28 kwietnia 2017 | Litwa | 2:6 | Japonia | Odyssey, Belfast |

| Szczegóły      | Szczegóły                                           | Szczegóły       | Szczegóły | Szczegóły                                  |
| -------------- | --------------------------------------------------- | --------------- | --- | ------------------------------------------ |
| Godzina: 12:30 | E. Krakauskas (EQ) 21:52 M. Kaleinikovas (EQ) 25:16 | (0:1, 2:2, 0:3) | 02:23 (EQ) M. Furuhashi 23:47 (EQ) D. Obara 32:50 (PP) K. Takagi 47:13 (EQ) Y. Nakayashiki 47:52 (EQ) K. Takagi 54:51 (EQ) G. Tanaka | Widzów: 811 Sędzia główny: Gergely Kincses |
| Godzina: 12:30 | 16 min. kar                                         |                 | 8 min. kar | Widzów: 811 Sędzia główny: Gergely Kincses |

| 28 kwietnia 2017 | Chorwacja | 3:4 | Estonia | Odyssey, Belfast |

| Szczegóły      | Szczegóły                                                        | Szczegóły       | Szczegóły                                                                             | Szczegóły                                   |
| -------------- | ---------------------------------------------------------------- | --------------- | ------------------------------------------------------------------------------------- | ------------------------------------------- |
| Godzina: 16:00 | M. Blagus (PP) 22:18 D. Kanaet (EQ) 30:25 B. Rendulić (PP) 38:01 | (0:1, 3:2, 0:1) | 05:04 (PP) A. Makrov 26:45 (EQ) R. Rooba 28:06 (EQ) A. Sibirtsev 40:23 (EQ) A. Makrov | Widzów: 922 Sędzia główny: Geoffrey Barcelo |
| Godzina: 16:00 | 4 min. kar                                                       |                 | 35 min. kar                                                                           | Widzów: 922 Sędzia główny: Geoffrey Barcelo |

| 28 kwietnia 2017 | Wielka Brytania | 14:0 | Holandia | Odyssey, Belfast |

| Szczegóły      | Szczegóły | Szczegóły       | Szczegóły   | Szczegóły                               |
| -------------- | --- | --------------- | ----------- | --------------------------------------- |
| Godzina: 19:30 | C. Shields (PP) 04:!4 J. Phillips (EQ) 04:50 S. Duggan (EQ) 18:39 B. Brooks (EQ) 21:34 C. Peacock (PP) 31:02 R. Lachowicz (EQ) 31:23 C. Shields (EQ) 32:17 S. Duggan (EQ) 34:51 L. Stewart (EQ) 43:25 R. Dowd (PP) 47:23 C. Shields (EQ) 49:32 M. Myers (EQ) 53:00 B. Brooks (EQ) 54:16 R. Dowd (EQ) 56:16 | (3:0, 5:0, 6:0) |             | Widzów: 3005 Sędzia główny: Milan Zrnic |
| Godzina: 19:30 | 10 min. kar |                 | 12 min. kar | Widzów: 3005 Sędzia główny: Milan Zrnic |

| 29 kwietnia 2017 | Litwa | 3:1 | Chorwacja | Odyssey, Belfast |

| Szczegóły      | Szczegóły                                                        | Szczegóły       | Szczegóły             | Szczegóły                                    |
| -------------- | ---------------------------------------------------------------- | --------------- | --------------------- | -------------------------------------------- |
| Godzina: 12:30 | M. Kieras (PP) 16:41 E. Protcenko (EQ) 24:23 U. Čižas (EQ) 45:13 | (1:1, 1:0, 1:0) | 10:18 (EQ) L. Mikulić | Widzów: 1 343 Sędzia główny: Gergely Kincses |
| Godzina: 12:30 | 6 min. kar                                                       |                 | 10 min. kar           | Widzów: 1 343 Sędzia główny: Gergely Kincses |

| 29 kwietnia 2017 | Estonia | 4:3 | Holandia | Odyssey, Belfast |

| Szczegóły      | Szczegóły                                                                        | Szczegóły       | Szczegóły                                                             | Szczegóły                                     |
| -------------- | -------------------------------------------------------------------------------- | --------------- | --------------------------------------------------------------------- | --------------------------------------------- |
| Godzina: 16:00 | R. Rooba (PP) 17:54 R. Rooba (EQ) 37:08 a. Petrov (EQ) 47:58 R. Rooba (EQ) 53:38 | (1:2, 1:1, 2:0) | 15:12 (EQ) G. Van Nes 16:34 (EQ) J. Melissant 28:40 (EQ) K. Bruijsten | Widzów: 1 608 Sędzia główny: Geoffrey Barcelo |
| Godzina: 16:00 | 56 min. kar                                                                      |                 | 62 min. kar                                                           | Widzów: 1 608 Sędzia główny: Geoffrey Barcelo |

| 29 kwietnia 2017 | Japonia | 0:4 | Wielka Brytania | Odyssey, Belfast |

| Szczegóły      | Szczegóły   | Szczegóły       | Szczegóły                                                                       | Szczegóły                                      |
| -------------- | ----------- | --------------- | ------------------------------------------------------------------------------- | ---------------------------------------------- |
| Godzina: 19:30 |             | (0:1, 0:3, 0:0) | 17:42 (EQ) R. Dowd 24:37 (EQ) B. Brooks 29:19 (EQ) M. Myers 37:55 (EQ) M. Myers | Widzów: 4 460 Sędzia główny: Kristijan Nikolic |
| Godzina: 19:30 | 14 min. kar |                 | 6 min. kar                                                                      | Widzów: 4 460 Sędzia główny: Kristijan Nikolic |

Tabela
| Lp. | Zespół          | M | Pkt | Z | Zd | Pd | P | G+ | G- | +/− |
| --- | --------------- | - | --- | - | -- | -- | - | -- | -- | --- |
| 1   | Wielka Brytania | 5 | 15  | 5 | 0  | 0  | 0 | 32 | 5  | +27 |
| 2   | Japonia         | 5 | 12  | 4 | 0  | 0  | 1 | 22 | 11 | +11 |
| 3   | Litwa           | 5 | 9   | 3 | 0  | 0  | 2 | 18 | 12 | +6  |
| 4   | Estonia         | 5 | 6   | 2 | 0  | 0  | 3 | 11 | 20 | -9  |
| 5   | Chorwacja       | 5 | 3   | 1 | 0  | 0  | 4 | 14 | 17 | -3  |
| 6   | Holandia        | 5 | 0   | 0 | 0  | 0  | 5 | 6  | 38 | -32 |

    = awans do I dywizji grupy A     = utrzymanie w I dywizji grupy B     = spadek do II dywizji grupy A
Statystyki indywidualne
- Klasyfikacja strzelców:  Daisuke Obara: 5 goli[12]
- Klasyfikacja asystentów:  Yūshirō Hirano: 6 asyst[13]
- Klasyfikacja kanadyjska:  Daisuke Obara: 10 punktów[14]
- Klasyfikacja kanadyjska obrońców:  Ben O'Connor: 5 punktów[15]
- Klasyfikacja +/−:  Evan Mosey: +10[16]
- Klasyfikacja skuteczności interwencji bramkarzy:  Stephen Murphy: 96,97%[17]
- Klasyfikacja średniej goli straconych na mecz bramkarzy:  Stephen Murphy: 0,50
- Klasyfikacja minut kar:  Thomas Roosendaal: 33 minuty[18]

Nagrody indywidualne
Dyrektoriat turnieju wybrał trójkę najlepszych zawodników, po jednym na każdej pozycji:
- Bramkarz:  Yutaka Fukufuji
- Obrońca:  Ben O'Connor
- Napastnik:  Colin Shields